# 가미코마정
가미코마정(일본어: 上狛町)은 일본 교토부 소라쿠군에 설치되었던 정이다. 현재의 기즈가와시에 해당한다.